# Brooklyn Dodgers (NFL)
Los Brooklyn Dodgers fue un equipo de fútbol americano que jugó en la NFL desde 1930 a 1943, y en 1944 como los Brooklyn Tigers. El equipo jugó sus partidos de local en el Ebbets Field. En 1945, debido a problemas financieros, el equipo se fusionó con los Boston Yanks. La franquicia no estaba relacionada con la franquicia de la American Football League que jugó como los Brooklyn Tigers en la primera mitad de la temporada 1936 antes de trasladarse a Rochester y jugar como los  Rochester Tigers. Otro equipo de la NFL que jugó en Brooklyn fue el Brooklyn Lions (que se convirtió en Brooklyn Horsemen tras la fusión con un equipo de AFL del mismo nombre) en 1926. El propietario Dan Topping sacó el equipo fuera de la NFL en 1946 y lo colocó en la recién creada All-America Football Conference.

## Temporadas
|                  | Año       | V  | D   | E | Resultados | Entrenador (es)                        |
| ---------------- | --------- | -- | --- | - | ---------- | -------------------------------------- |
| Brooklyn Dodgers | 1930      | 7  | 4   | 1 | 4.º        | Jack Depler                            |
| Brooklyn Dodgers | 1931      | 2  | 12  | 0 | 9.º        | Jack Depler                            |
| Brooklyn Dodgers | 1932      | 3  | 9   | 0 | 6.º        | Benny Friedman                         |
| Brooklyn Dodgers | 1933      | 5  | 4   | 1 | 2.º Este   | Cap McEwen                             |
| Brooklyn Dodgers | 1934      | 4  | 7   | 0 | 3.º Este   | Cap McEwen                             |
| Brooklyn Dodgers | 1935      | 5  | 6   | 1 | 2.º Este   | Paul J. Schissler                      |
| Brooklyn Dodgers | 1936      | 3  | 8   | 1 | 4.º Este   | Paul J. Schissler                      |
| Brooklyn Dodgers | 1937      | 3  | 7   | 1 | 4.º Este   | Potsy Clark                            |
| Brooklyn Dodgers | 1938      | 4  | 4   | 3 | 3.º Este   | Potsy Clark                            |
| Brooklyn Dodgers | 1939      | 4  | 6   | 1 | 3.º Este   | Potsy Clark                            |
| Brooklyn Dodgers | 1940      | 8  | 3   | 0 | 2.º Este   | Jock Sutherland                        |
| Brooklyn Dodgers | 1941      | 7  | 4   | 0 | 2.º Este   | Jock Sutherland                        |
| Brooklyn Dodgers | 1942      | 3  | 8   | 0 | 4.º Este   | Mike Getto                             |
| Brooklyn Dodgers | 1943      | 2  | 8   | 0 | 4.º Este   | Pete Cawthon                           |
| Brooklyn Tigers  | 1944      | 0  | 10  | 0 | 5.º Este   | Pete Cawthon, Ed Kubale, Frank Bridges |
| Total            | 1930–1944 | 60 | 100 | 9 |            |                                        |